# Taux d'intérêt équivalent
Un taux d'intérêt équivalent est un taux d'intérêt infra-annuel financièrement exact au taux nominal annuel.
Il est déterminé par la formule suivante : {\displaystyle \textstyle i_{e}=(1+i)^{\frac {1}{n}}-1} où ie = intérêt équivalent, i = intérêt nominal et n le nombre de périodes infra-annuelles.
Le taux d'intérêt équivalent ne doit pas être confondu avec le taux d'intérêt proportionnel, qui se borne à diviser le taux nominal par le nombre de périodes infra-annuelles, ce qui est financièrement non-équivalent.
Le taux d'intérêt équivalent suppose de fait un calcul d'intérêt composé, en induisant un réinvestissement du taux infra-annuel payé.
Exemple : si l'on considère un taux d'intérêt nominal de 4 %, le taux d'intérêt trimestriel équivalent est {\displaystyle \scriptstyle (1+4\%)^{\frac {1}{4}}-1=0,985\%}.
À titre d'illustration, un capital de 100 € placé à 4 % rapporte au bout d'un an 4 € (100 x 4 %). Cela est équivalent au capital de 100 € placé à 0,985 % trimestriellement, qui rapporte également au bout d'un an 4€ : {\displaystyle \scriptstyle 100\times \left((1+0,985\%)^{4}-1\right)}